# Écorches
Écorches és un municipi francès situat al departament de l'Orne i a la regió de Normandia. L'any 2007 tenia 97 habitants.

## Demografia

### Població
El 2007 la població de fet d'Écorches era de 97 persones. Hi havia 40 famílies de les quals 8 eren unipersonals (8 dones vivint soles i 8 dones vivint soles), 12 parelles sense fills, 12 parelles amb fills i 8 famílies monoparentals amb fills.
La població ha evolucionat segons el següent gràfic:
Habitants censats

### Habitatges
El 2007 hi havia 69 habitatges, 41 eren l'habitatge principal de la família, 21 eren segones residències i 7 estaven desocupats. Tots els 69 habitatges eren cases. Dels 41 habitatges principals, 27 estaven ocupats pels seus propietaris, 13 estaven llogats i ocupats pels llogaters i 1 estava cedit a títol gratuït; 5 tenien tres cambres, 10 en tenien quatre i 26 en tenien cinc o més. 25 habitatges disposaven pel capbaix d'una plaça de pàrquing. A 19 habitatges hi havia un automòbil i a 20 n'hi havia dos o més.

### Piràmide de població
La piràmide de població per edats i sexe el 2009 era:
| Homes | Edats   | Dones |
| ----- | ------- | ----- |
| 0     | 95 o +  | 0     |
| 0     | 90 a 94 | 0     |
| 0     | 85 a 89 | 0     |
| 4     | 80 a 84 | 0     |
| 0     | 75 a 79 | 4     |
| 8     | 70 a 74 | 0     |
| 0     | 65 a 69 | 0     |
| 0     | 60 a 64 | 8     |
| 8     | 55 a 59 | 0     |
| 0     | 50 a 54 | 4     |
| 4     | 45 a 49 | 4     |
| 8     | 40 a 44 | 8     |
| 20    | 35 a 39 | 12    |
| 0     | 30 a 34 | 0     |
| 0     | 25 a 29 | 0     |
| 0     | 20 a 24 | 0     |
| 4     | 15 a 19 | 12    |
| 20    | 10 a 14 | 12    |
| 4     | 5 a 9   | 4     |
| 0     | 0 a 4   | 8     |

## Economia
El 2007 la població en edat de treballar era de 57 persones, 41 eren actives i 16 eren inactives. De les 41 persones actives 34 estaven ocupades (23 homes i 11 dones) i 7 estaven aturades (4 homes i 3 dones). De les 16 persones inactives 5 estaven jubilades, 2 estaven estudiant i 9 estaven classificades com a «altres inactius».
Activitats econòmiques
Dels 3 establiments que hi havia el 2007, 1 era d'una empresa financera i 2 d'empreses de serveis.
L'any 2000 a Écorches hi havia 18 explotacions agrícoles que ocupaven un total de 774 hectàrees.

## Poblacions més properes
El següent diagrama mostra les poblacions més properes.